# Paracercion hieroglyphicum
Paracercion hieroglyphicum är en trollsländeart som först beskrevs av Brauer 1865.  Paracercion hieroglyphicum ingår i släktet Paracercion och familjen dammflicksländor. Inga underarter finns listade i Catalogue of Life.

## Bildgalleri

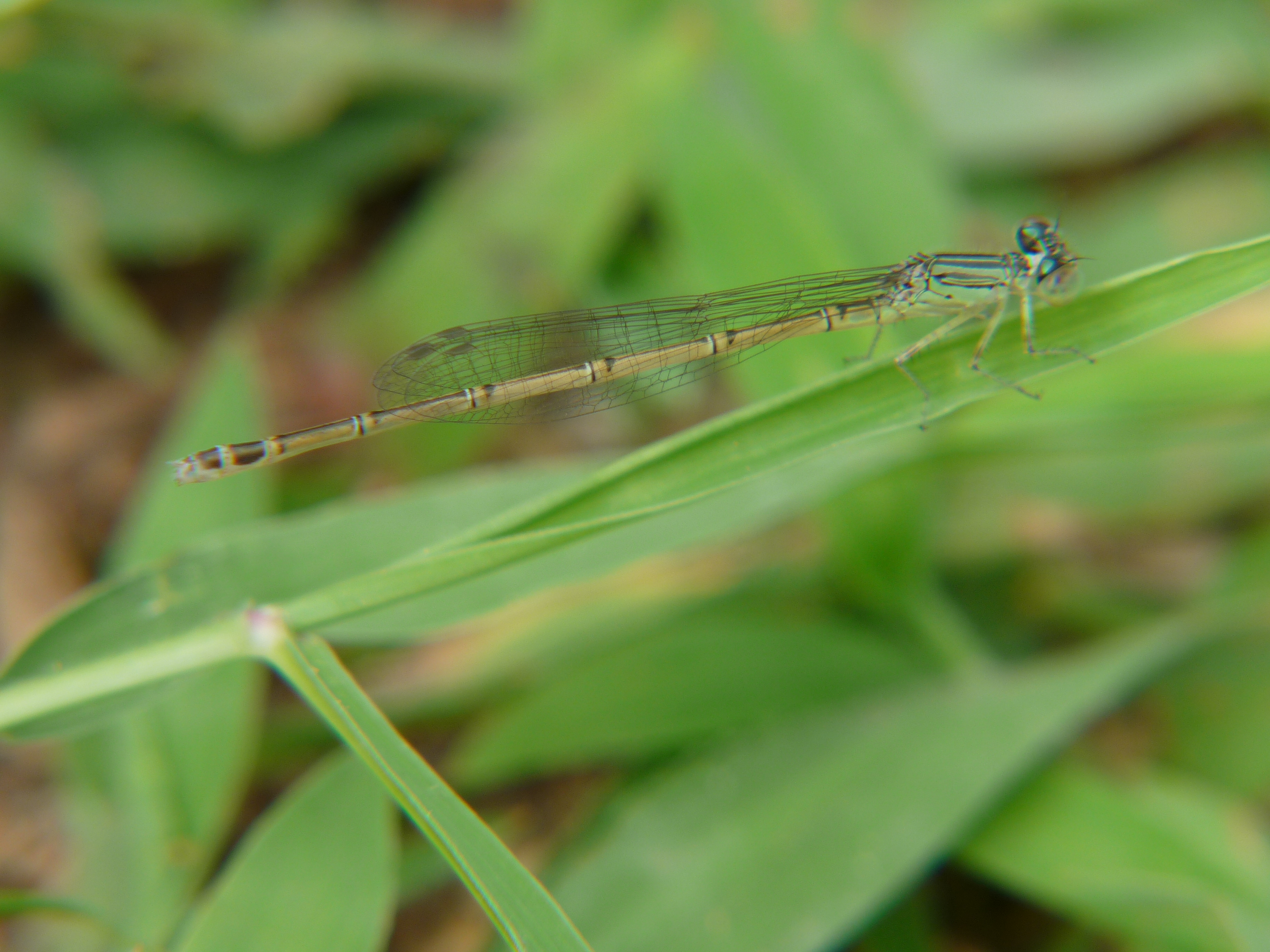
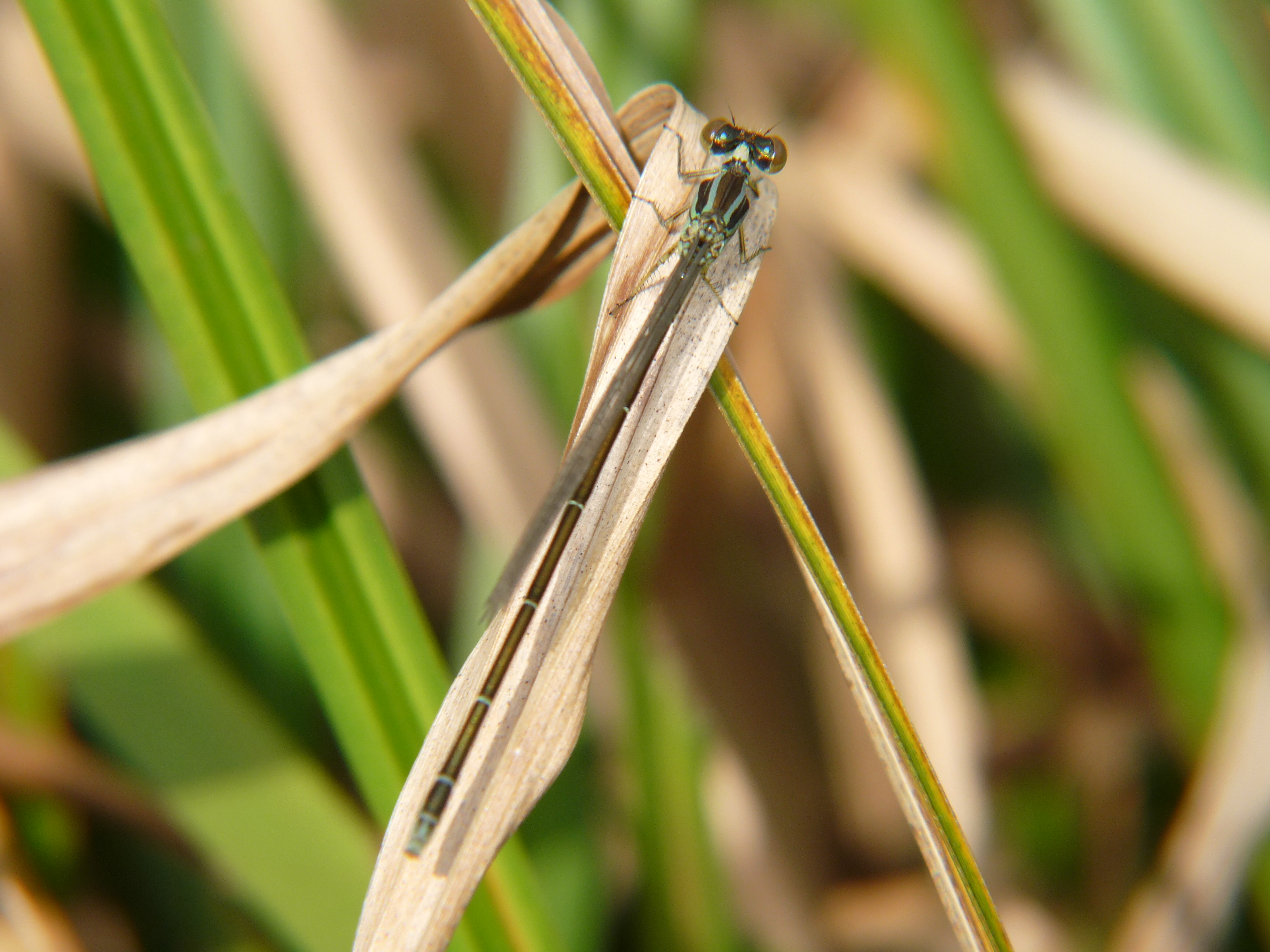
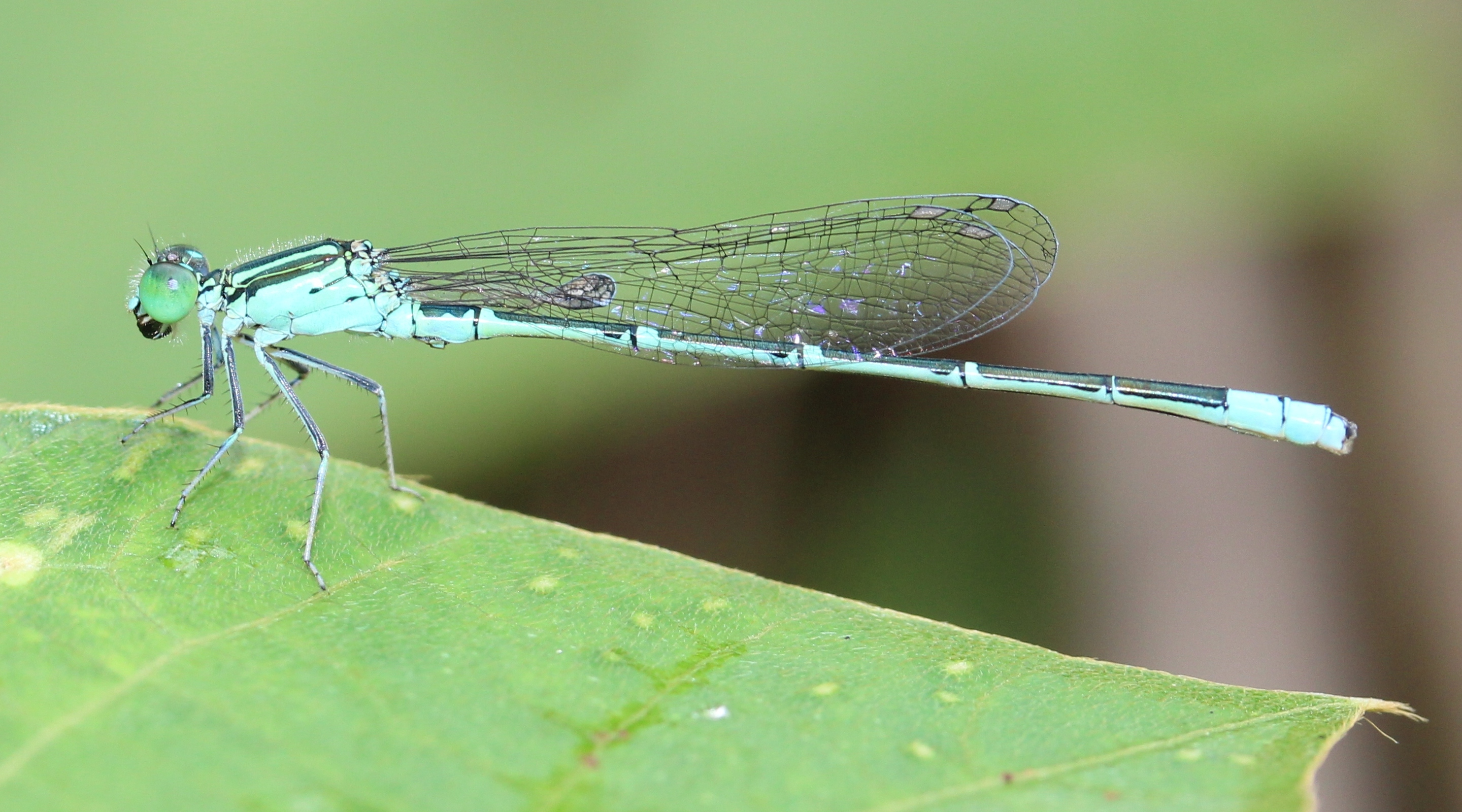
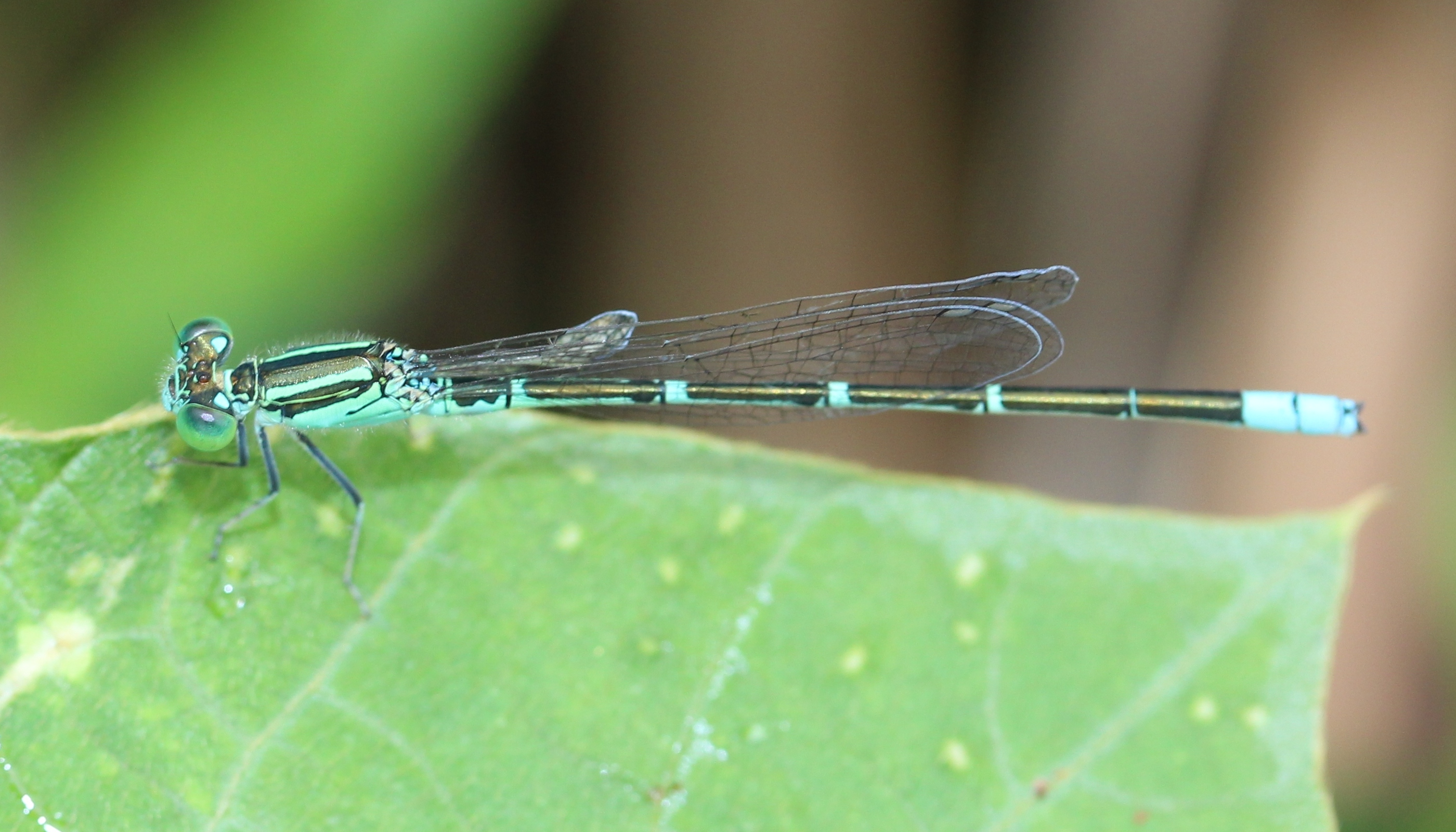